# Uromacer oxyrhynchus
Uromacer oxyrhynchus är en ormart som beskrevs av Duméril, Bibron och Duméril 1854. Uromacer oxyrhynchus ingår i släktet Uromacer och familjen snokar. Inga underarter finns listade i Catalogue of Life.
Arten förekommer med flera från varandra skilda populationer på Hispaniola i Västindien. Den lever i låglandet och i bergstrakter upp till 1100 meter över havet. Individerna vistas i torra buskskogar och i skogarnas undervegetation. De jagar ödlor, bland annat av släktena anolisar, rullsvansleguaner och Ameiva. Honor lägger ägg.
För beståndet är inga hot kända. I regionen inrättades flera skyddszoner. IUCN listar arten som livskraftig (LC).